# 日本民俗学会
日本民俗学会（にほんみんぞくがっかい）は、民俗学の研究と普及および会員相互の連絡を図ることを目的とし、1949年に発足した日本の全国学会。1935年に結成された「民間伝承の会」を前身とする。

## 沿革
- 1935年：民間伝承の会（前身）
- 1949年：日本民俗学会が発足
- 2014年：一般社団法人日本民俗学会が設立[1]

1935年に柳田國男を中心に「民間伝承の会」が設立され、機関誌の発刊や民俗学講習会が行われた。またこの時代に柳田は概説書を精力的に執筆しており、学説史の中では学問としての組織や方法が整った1930年代半ばを民俗学の完成時期と見なすのが一般的である。
1949年4月8日、「民間伝承の会」は「日本民俗学会」と改称され、この頃から大学にも民俗学の講座が設置されるようになった。それまでの民俗学は柳田邸で行われる木曜会や雑誌上において柳田が学徒を直接指導し、その成果が子弟を通じて全国に広まっていくという意味で、アカデミズムの枠外で展開した一種の運動体だったが、戦後の学制の中では國學院大學や東京教育大学、成城大学などにおいて専門教育が開始されることにより、現在にまで至る教育・研究の制度的枠組みが誕生した。2014年11月1日に法人に移行、一般社団法人となった。

## 機関誌
「日本民俗学会」の機関誌名は、「民間伝承の会」からの改称当初は『民間伝承』を踏襲していたが、1953年に『日本民俗学』に改称し、1958年には『日本民俗学会報』に改称したが、1970年に再び『日本民俗学』に改称し、現在に至る。